# نادني باسمك
نَادِنِي بِاسْمِكَ (بالإنجليزية: Call Me by Your Name)‏ هو فيلم دراما رومنسي للمراهقين تم إنتاجه في الولايات المتحدة وإيطاليا وصدر في سنة 2017. الفيلم من إخراج الإيطالي لوكا غواداغنينو ومن بطولة أرمي هامر وتيموثي تشالاميت وأميرة قصار. الفيلم مأخوذ عن رواية تحمل نفس الاسم للكاتب أندريه أسيمان وأعاد كتابة سيناريو الفيلم الكاتب جيمس أيفوري. وهذا الفيلم هو النسخة الأخيرة من مجموعة أفلام تضم فيلم أنا أحب (2009) وفيلم دفقة كبيرة (2015).

## القصة
في صيف 1983، يعيش مراهق إيطالي يُدعى إليو والذي يبلغ من العمر 17 عامًا في شمال إيطاليا مع أبوين يهوديان. يقوم والد إليو، وهو أستاذ جامعي في علم الآثار بدعوة طالبًا خريج يدعى أوليفر إلى منزله. يبلغ أوليفر من العمر 24 عامًا ويشارك الأبوين نفس الديانة حيث أنه يهودي أيضًا. دعى والد إليو تلميذه أوليفر إلى المنزل لقضاء عطلة الصيف معه لمساعدته في إنهاء بعض الأبحاث الأكاديمية. يشعر حينها إليو بوجود أشياء مشتركة بينه وبين أوليفر، حيث أن كلاهما محب للقراءة ولدى الإثنين مظهرًا واثق وثابت. يقضي إليو صيفه وهو منغمس في قراءة الكتب والعزف على آلة البيانو بجانب قضاء الوقت في اللهو مع أصدقاء طفولته شيارا و مارزيا. وأثناء مباراة كرة طائرة في أحد النهارات، يشعر إليو بالغيرة عندما يحاول أوليفر مصادقة شيارا.
يقضي إليو وأوليفر المزيد من الوقت سويًا بالتمشية في أرجاء المدينة بصحبة والد إليو في رحلة أثرية استكشافية. يشعر إليو حينها بمشاعرًا تجاه أوليفر ويصارحه بذلك ليقابل أوليفر ذلك التصريح بمحاولة لتأجيل الحديث عنه للوقت الحالي.
في يوم آخر، تتخذ علاقة إليو وأوليفر شكل حميمي، ويمانع أوليفر أن تتطور علاقتهم أكثر، فيتوقف الاثنان عن المحادثة لأيام.
يذهب إليو في موعد غرامي مع صديقته مارزيا وتتطور علاقتهما لتصبح حميمية في نفس الليلة، ليقوم بعدها إليو بترك رسالة لأوليفر ليقاطع أجواء الصمت التي سادت بينهما. يرد أوليفر على رسالته طالبًا منه أن يقابله متأخرًا في نفس الليلة، وتتخذ علاقتهما شكلًا حميمي
فيما بعد، تتساءل مارزيا عن سبب اختفاء إليو، وهو ما يقابله إليو ببرود مما يدفعها للحزن والانهيار.
وعند نهاية إقامة أوليفر مع عائلة إليو، يعرض الوالدان عليهما قضاء الوقت سويًا في مدينة بيرغامو، ليقضي الاثنان سويًا ثلاثة أيام هناك.
يغادر أوليفر المدينة تاركًا إليو في حزن عميق، مما يدفع والده بالتحدث معه طالبًا منه أن يشعر بالحزن ليتعلم منه وينضج، بدلًا من التظاهر بأنه تخطى تلك العلاقة.أثناء إحتفال عيد الحانوكا (عيد يهودي) يتصل أوليفر بهم ليخبرهم بأنه سيتزوج قريبًا، ليقوم إليو بعدها بالتحدث إليه و مناداته باسمه، ليجيب أوليفر قائلًا اسم إليو أيضًا وتنتهي بعدها المكالمة وتعود عائلة إليو لطقوس احتفالهم بالعيد.

## طاقم التمثيل
- أرمي هامر بدور أوليفر.
- تيموثي تشالاميت بدور إليو بيرلمان.
- أميرة قصار بدور أنيلا بيرلمان.
- بيتر سبيرز بدور إسحاق.

## الإستقبال

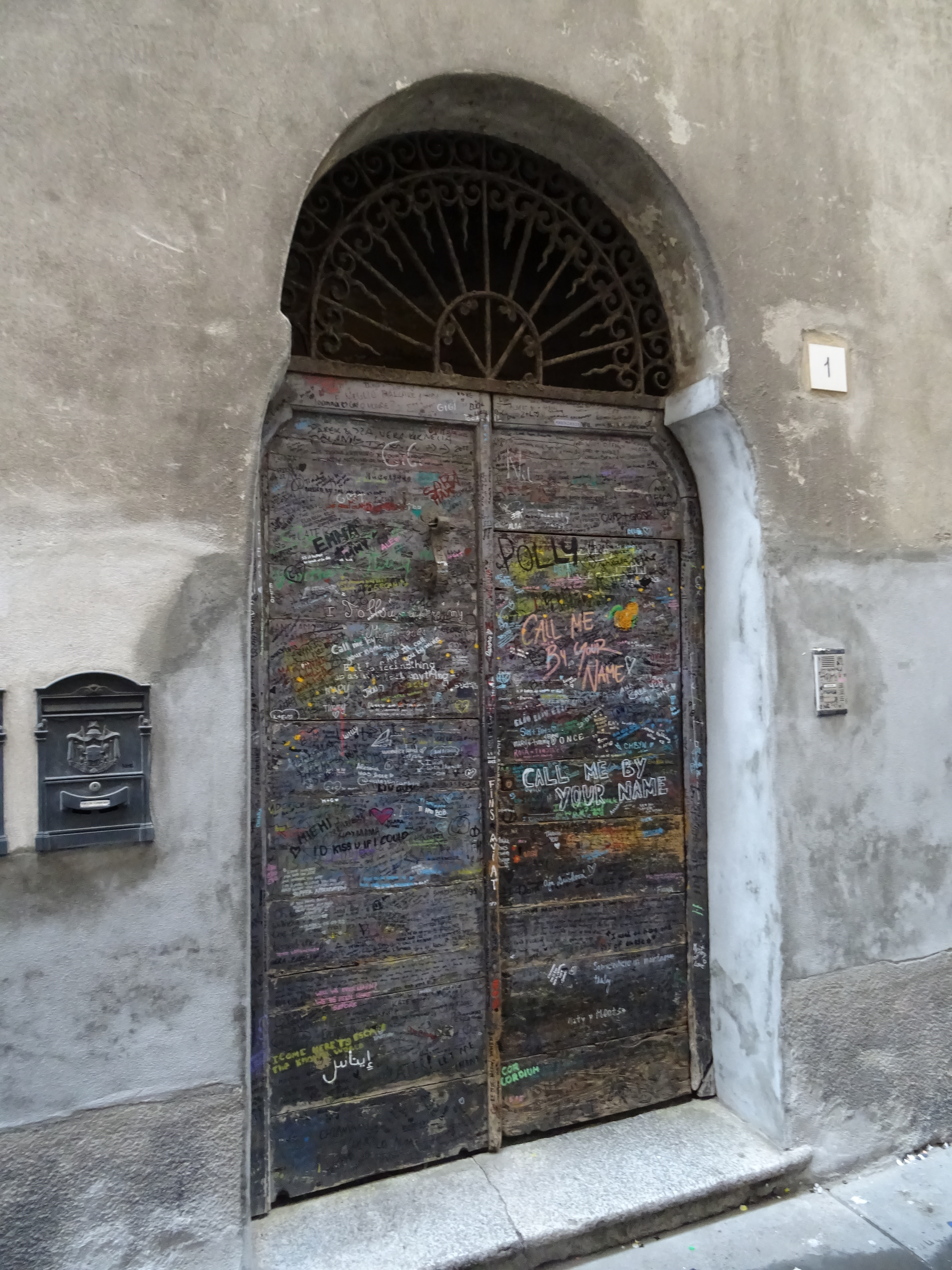
كريما (لومبارديا، إيطاليا) - الباب الذي تتبادل عنده الشخصيتان الرئيسيتان في الفيلم قبلة، وهو مغطى بالكامل بالكتابات والرسومات.

### الميزانية والإيرادات
بلغت تكلفة إنتاج الفيلم حوالي 3.5 مليون دولار أمريكي بينما حقق إيرادات تقدّر بـ 41 مليون دولار.

### ردود النقاد
تلقى الفيلم بعد عرضه في في مهرجان صاندانس السينمائي مديحًا كبيرًا من طرف النقاد، وتلقى كذلك تحية وقوف وتصفيقًا حارًا لمدة عشر دقائق عند عرضه في مهرجان نيويورك السينمائي وهو رقم قياسي في تاريخ المهرجان. يملك الفيلم على موقع الطماطم الفاسدة تقييم 97 بالمئة بناءً على 208 مراجعة مع متوسط 8.8 من 10. وعلى موقع ميتاكريتيك يملك الفيلم تقييم 93 من أصل 100 بناء على مراجعة 49 ناقد، أي ما يشير إلى «إشادة عالمية».

## وصلات خارجية
- نادني بإسمك على موقع IMDb (الإنجليزية)
- نادني بإسمك على موقع ميتاكريتيك (الإنجليزية)
- نادني بإسمك على موقع روتن توميتوز (الإنجليزية)
- نادني بإسمك على موقع نتفليكس (الإنجليزية)
- نادني بإسمك على موقع قاعدة بيانات الأفلام العربية
- نادني بإسمك على موقع ألو سيني (الفرنسية)
- نادني بإسمك على موقع أول موفي (الإنجليزية)
- نادني بإسمك على موقع فيلمافينيتي (الإسبانية)
- نادني بإسمك على موقع قاعدة بيانات الفيلم (الإنجليزية)
- نادني بإسمك على موقع ليتربوكسد (الإنجليزية)